# Île des Impressionnistes
Île des Impressionnistes, eller Île de Chatou, är en fransk ö i Seine, i Île-de-France väster om Paris. Den består av två tidigare öar, som bundits samman med en vall: den lilla, 900 meter långa ön Chiard och den större, 4,5 kilometer långa Île Fleurie uppströms. Öarna förenades mot slutet av 1700-talet.
Ön upplevde en storhetstid under andra hälften av 1800-talet och början av 1900-talet. Från 1860-talet blev ön, och inte minst dess turistanläggning Maison Fournaise, ett ställe där bland andra författare, konstnärer och teaterfolk flockades. Guy de Maupassant,  Gustave Caillebotte och Auguste Renoir tillhörde dem som ofta vistades där.
En sluss byggdes 1927 och togs i bruk 1932. Under 1930-talet inrättades en testanläggning för vattenkraft och efter andra världskriget byggde Électricité de France ut anläggningen till Chatous forskningscentrum.

## Bildgalleri

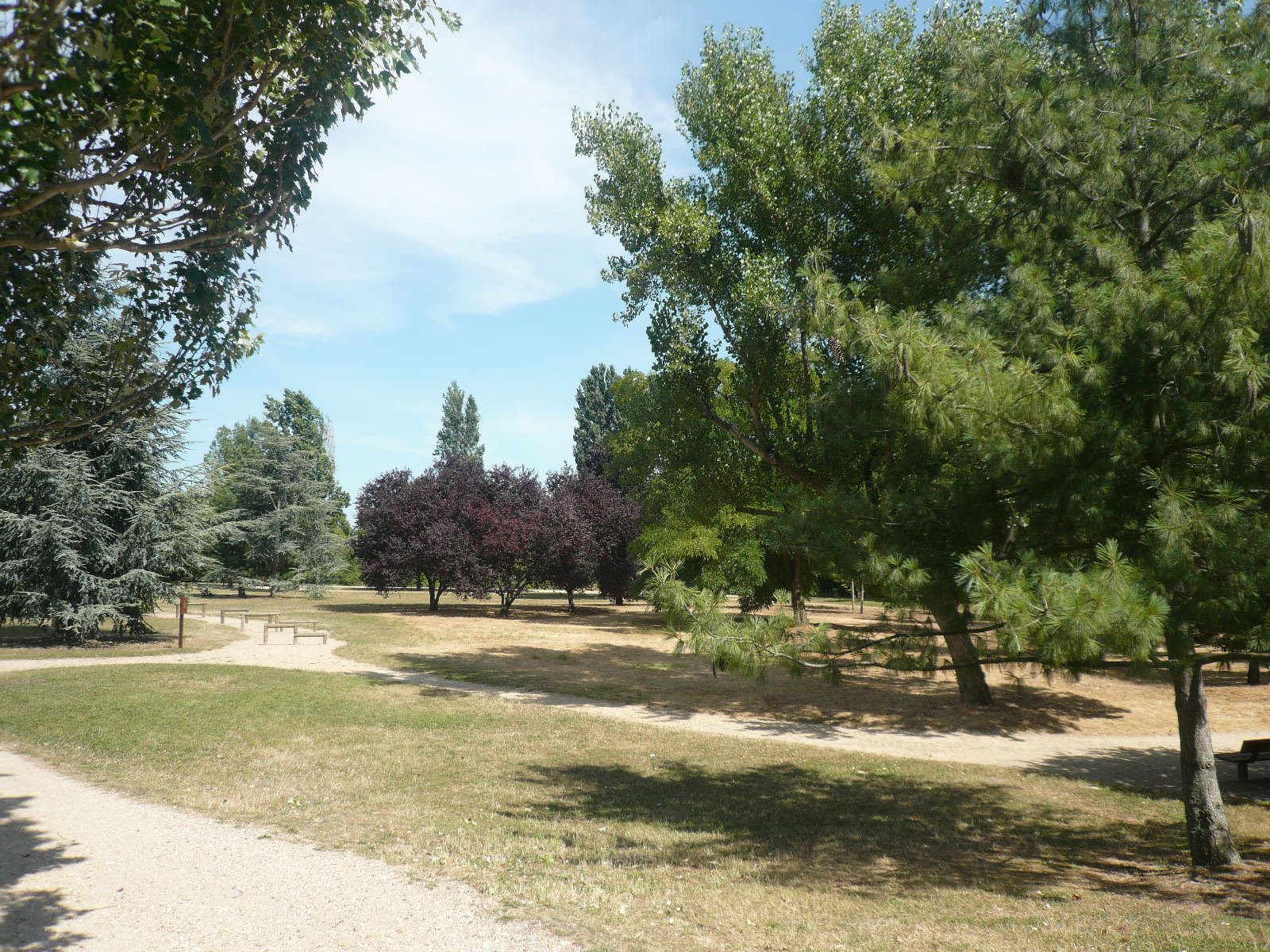
Parc des Impressionnistes
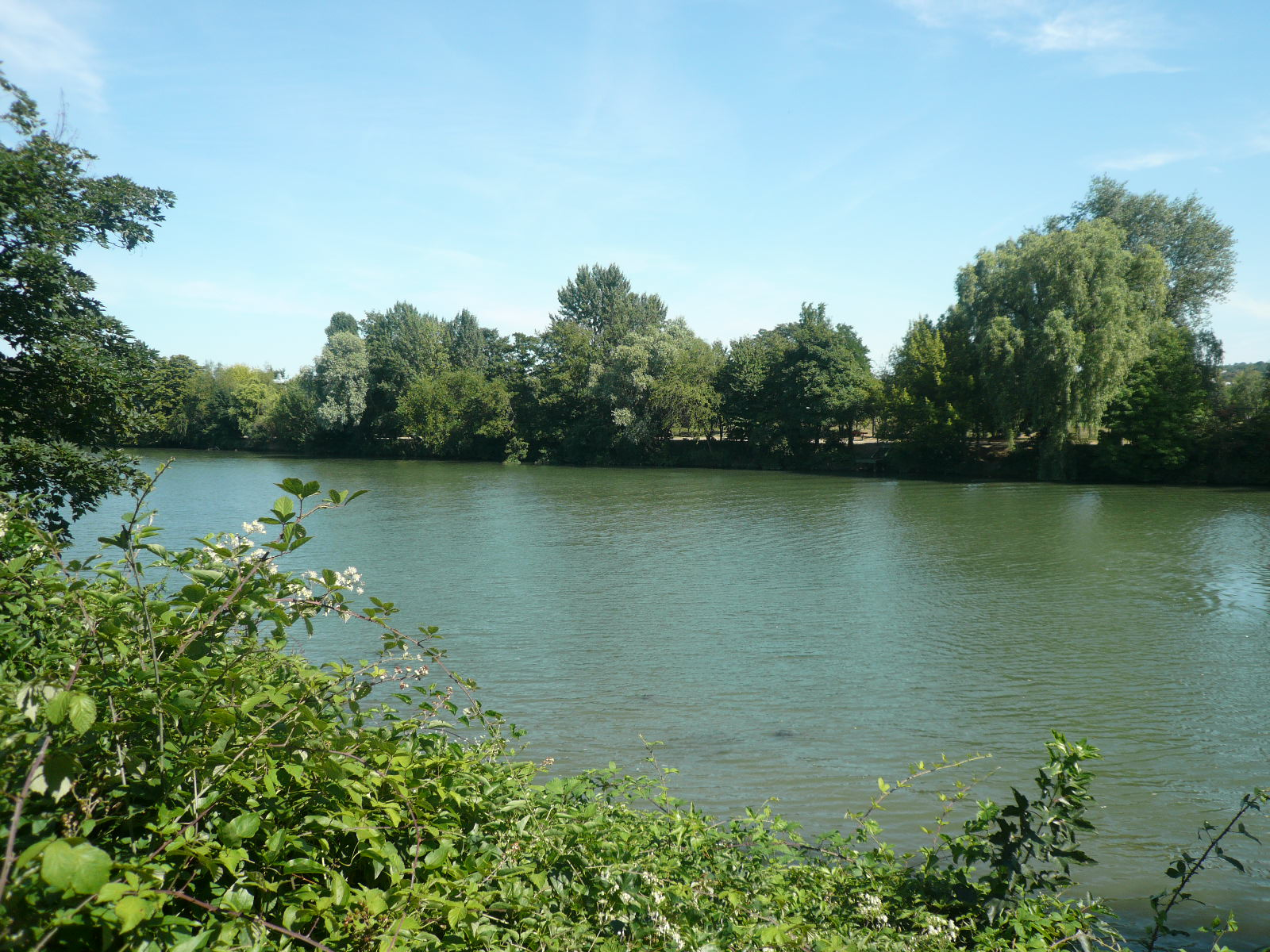
Vy över Seine från Impressionistparken